# Else Model
Else Model (* 18. Juni 1871 in Nördlingen; † 12. März 1953 in Weißenburg in Bayern) war eine deutsche Schriftstellerin. 

## Leben
Else Model war das dritte von vier Kindern des königlichen Bezirksarztes August Model und seiner Frau Anna, geb. Hörning. 1897 zog die Familie nach dem Ruhestand des Vaters von Nördlingen nach Weißenburg. 1916 erschien Models erstes Buch Ich hatt' einen Kameraden. Ihre Bücher spielten meist im Weißenburger Raum. So spielt die 1925 in ihrem Stammverlag Thienemann erschienene Geschichte Die Katzenlore im Stadtmauerturm im Scheibleinsturm. Models Bücher wurden häufig von Paul Hey illustriert. Sie widmete eines ihrer Bücher Gertrud Caspari. Else Model verbrachte ihre letzten Jahre in einem Altenheim in Weißenburg.
Nach Else Model wurde in Weißenburg eine Straße benannt. Es ist die einzige Straße der Stadt, die nach einer Frau benannt worden ist.

## Schriften (Auswahl)
- 1916: Ich hatt' einen Kameraden
- 1923: Allerlei Weihnachtslichter
- 1925: Zwei Freunde
- 1925: Wie Cecchino eine Heimat fand
- 1925: Die Katzenlore im Stadtmauerturm u. a. Geschichten
- 1926: Sonnenvögelein u. a. Geschichten
- 1932: Li-Lo
- 1933: Großmutter Elisabeths Enkelkinder
- 1933: Die Kinder vom Pfrontener Tal
- 1933: Christkindleins schönste Weihnachtsgabe
- 1946: Der Strafonkel
- 1948: Vronele
- 1948: Das Trösterlein